# Лапин, Владимир Иванович
Владимир Иванович Лапин (27 мая 1913 — 11 июля 1991) — советский спортсмен (баскетбол, теннис, хоккей с мячом, хоккей с шайбой). Теннисный тренер. Хоккейный тренер. Мастер спорта СССР по хоккею с мячом (1937).

## Биография
Братья Франц (1925—1991) и Виктор (1921—2016) также были спортсменами.
Награждён медалью «За оборону Ленинграда».
Теннис (пары): чемпион Ленинграда (1935, 1941, 1949 — зима). Чемпион ВЦСПС (1950). Финалист чемпионата СССР-1939 в смешанном разряде с Зинаидой Клочковой.
В хоккей с шайбой играл за ленинградские команды «Дзержинец» (I группа 1947/48), СКИФ (1947/48 — 1948/49).
Окончил ГОЛИФК имени Лесгафта, проректор (1942—1944).
С 1946 года обеспечивал научно-методическую подготовку ленинградских теннисистов. Старший тренер Ленинграда по теннису.
Старший тренер ленинградских хоккейных команд «Динамо» (1950/51 — 1953/54), «Авангард» (1954/55 — 1956/57).